# 派勒特山 (紐約州)
派勒特山（英語：Pilot Knob）是位於美國紐約州沃倫縣及華盛頓縣的非建制地區。

## 地理
派勒特山所處的海拔為高於海平面99米（即325英呎），而該地所採用的時區為UTC-5，即北美东部时区（EST）。同時該地設有夏令時間，為UTC-5調快一小時，即UTC-4（EDT）。